# Syngnathoides biaculeatus
Syngnathoides biaculeatus é uma espécie de peixe da família Syngnathidae.
Pode ser encontrada nos seguintes países: Austrália, Egipto, Fiji, Índia, Indonésia, Japão, Madagáscar, Ilhas Marshall, Micronésia, Moçambique, Marianas Setentrionais, Papua-Nova Guiné, as Filipinas, Samoa, as Ilhas Salomão, África do Sul, Brasil, Sri Lanka, Taiwan e Tonga.